# Сунђер Бобова велика рођенданска журка
Сунђер Бобова велика рођенданска журка је 2019. направљена за телевизију специјална игра у живој/анимираној комедији заснована на америчкој анимираној телевизијској серији Сунђер Боб Коцкалоне. Написали су га Каз и господин Лоренс , а режирао га је Џонас Морганштајн. Специјални, произведен у оквиру дванаесте сезоне серије, првобитно је емитован на Никелодеону у Сједињеним Државама 12. јула 2019., прослављајући двадесету годишњицу серије. Изрезана верзија ове епизоде објављена је 5. октобра 2019. Додатно издање ове епизоде објављено је 17. јула 2020, тачно 21 годину након званичне премијере серије 1999.
Телевизијска серија прати авантуре Сунђера Боба Коцкалонеа (глас му је дао Том Кени ) у подводном граду Коралову. У специјалу, грађани Коралова планирају рођенданску забаву изненађења за Сунђер Боба, док он и Патрик Звезда (глас му даје Бил Фагербаке ) обилазе површински свет и наилазе на себе у стварном животу. Делови специјалне акције уживо такође укључују неколико гостујућих звезда укључујући Кела Мичела , Џека Грифоа , Данијелу Перкинс и Дејвида Хаселхофа , од којих је последњи глумио себе у филму Сунђер Боб Коцкалоне . Сирена Минди направила је посебну камеу у њој од када је била у филму Сунђер Боб Коцкалоне. Специјална емисија је посвећена сећању на творца Сунђера Боба Стивена Хиленбурга , који је умро 2018. По објављивању, добио је углавном позитивне критике.

## Радња
У Енсину у Калифорнији ,  Гусар Закрпа покушава да дође до Коралова да би Сунђеру Бобу поклонио рођендански поклон. Доле у  Коралову, Сенди Обрашћић окупља Патрика Звезду , Старца Вокера, господина Крабу , госпођу Пуфну , Дебелог Гргу и Планктона да оркестрирају план да набаве кључеве Сунђер Бобове куће и украсе његову кућу, почевши од Патрика. Патрик шаље Сунђер Боба у аутобус који иде на површину, уз помоћ француског приповедача .
У Сунђер Бобовој кући долази до свађе око рођенданске теме. Санди даје свима (који су им се сада придружио Лигњослав ) одлуку да поделе теме. Журка је у пуном замаху, али настаје хаос и кућа почиње да се распада. Стигавши до Код Кеба Сврабе, површинског светског еквивалента Код Кеба Крабе , Сунђер Боб примећује да се два клијента, благајник Мирослав, власник господин Свраба, роштиљџија Џим Боб и ривал господина Сврабе Чарлстон појављују као одговарајући људски пандани Патрику, Сенди , Лигњослава, г. Крабе, он сам и Планктон. Госпођа грешком сматра туристички аутобус за акваријум и ставља га на полицу у продавници рибе.
Патрик гура туристички аутобус на другу страну, бежећи са другом рибом. У Коралову, Сунђер Боб открива своју уништену кућу и захваљује свима што су прославили његов рођендан, када кутија пада са неба. Открива се да је Кутија Закрпина глава, која честита Сунђер Бобу, наводећи Сунђер Бобове пријатеље да певају рођенданску песму која подсећа на уводну тему уз различите познате личности које му честитају. Како се песма завршава, Патрик пита Сунђер Боба колико има година, само да би га прекинула статика. Испоставило се да је Сунђер Боб ипак добио рођенданску забаву коју је заслужио. Епизода се завршава приказивањем картице са посветом на којој пише „Хвала, Стив Хиленбург“.

## Улоге
| Улога                                                   | Глумац           | Глумац (српска синхронизација) |
| ------------------------------------------------------- | ---------------- | ------------------------------ |
| Сунђер Боб Коцкалоне Сунђер Боб Коцкалоне (жива акција) | Том Кени         | Милан Антонић                  |
| Патрик Звезда Патрик Звезда (жива акција)               | Бил Фагербаке    | Томаш Сарић                    |
| Рубин Златнорибић                                       | Даглас Лоренс    | Милош Ђуричић                  |
| Лигњослав Пипак Лигњослав Пипак (жива акција)           | Рођер Бампас     | Марко Марковић                 |
| Кеба Краба Кеба Краба (жива акција)                     | Кленси Браун     | Бранислав Платиша              |
| Сенди Обрашчић Сенди Обрашчић (жива акција)             | Керолин Лоренс   | Снежана Јеремић Нешковић       |
| Шелдон Планктон Шелдон Планктон (жива акција)           | Даглас Лоренс    | Милош Дашић                    |
| Госпођа Пуфна                                           | Мери Џо Кетлет   | Ана Кораћ                      |
| Старац Вокер                                            | Том Кени         | Милан Тубић                    |
| Гусар Закрпа                                            | Том Кени         | Милан Тубић                    |
| Дебели Грга                                             | Ди Бредли Бејкер | Милош Ђуричић                  |
| Папагај Лонћић                                          | Даглас Лоренс    | непознато                      |

## Емитовање и пријем
Сунђер Бобова велика рођенданска журка је премијерно је приказана 12. јула 2019, истовремено на Никелодеон-у и Никтунс-у . Премијеру са три мреже заједно је погледало 2,2 милиона људи у Сједињеним Државама, и она је објавила из године у годину добитке за мрежу у више демографских категорија, међу којима су деца узраста од 2 до 11 година (3,3/797К, +57%) . Датум премијере специјала је значајан по томе што се одиграо пет дана пре 20. годишњице званичне премијере серије, која је одржана 17. јула 1999. године.
Емитован је на другим територијама 12. јула и 13. јула 2019. године,  57. рођендана Тома Кенија .

### Пријем
Верн Геј из Newsdaia дао је епизоди 3,5 од 4 звездице, описавши је као „[с]људску, смешну и забавну“.